# 馬維陛
馬維陛（16世紀—1630年代），號芝嶠，浙江紹興府山陰縣人，一說會稽縣人，明朝政治人物。

## 生平
萬曆四十六年（1618年），馬維陛中舉人，次年（1619年）聯捷進士，授廣東東莞縣知縣。縣邑臨近海邊多海盜，他理清保伍、嚴設斥堠，有發現盜賊立刻拘捕，人民因此生活安穩；同時他又平反冤獄，得居民稱頌為如若神明。
不久他陞任工部主事、郎中，崇祯二年（1629年），朝廷以他勤奮謹慎派往任職瑞州知府。府中多積欠稅款，馬維陛不忍心催稅使人民受困，決定接受處罰降級。他身體羸弱，以雙親年老乞求辭官供養老人，巡撫解學龍惋惜他的賢能挽留，他拒絕而離去；經當地人民大呼後勉強留任，然而他東望哭著說：「吾死亦是官矣。」崇祯九年（1636年），父親逝世，他回鄉奔喪，安葬後過度傷心年多後去世。

## 家族
曾祖馬呈一，府推官。祖馬庶。父馬寅。

## 引用
1. 1 2  嘉慶《山陰縣志·卷十四·鄉賢二》：馬維陛，字芝嶠，萬歷己未進士，授東莞知縣。邑濱海多盜賊，維陛清保伍、嚴斥堠，有發立捕，民賴以安。又屢察冤獄，遠近頌神明。擢工部主事，歷陞郎中，以勤慎襄事出守瑞州。
2. 1 2  嘉慶《山陰縣志·卷十·選舉一》：馬維陛 府志會稽人。據傳補，以上（萬曆）四十六年戊午科（舉人）
3. ↑  《萬曆四十七年己未科進士履歷》：馬維陛，芝桥，易六，甲午五月三十日生。会稽县人，戊午五十，会十五，三甲九十九。礼部政，授廣東东莞知县，乙丑考选，授工部虞衡司主事，丙寅加升郎中，丁卯管宝源局，加升江西参议，己巳升瑞州知府。
4. ↑  嘉慶《山陰縣志·卷十四·鄉賢二》：府郡多逋賦，維陛不忍以催科困民，身膺參罰鐫級至十餘。素羸弱多疾，又以親老乞養，巡撫解學龍惜其賢，不聽去，民懽呼舁還，不得已復視事。東望泫然曰：「吾死亦是官矣。」父卒，趨歸痛弗，及含殮哀毀過甚歲餘，竟不起。